# Pieter Sjoerds Gerbrandy

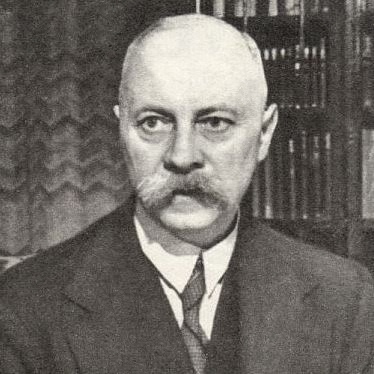
Pieter Sjoerds Gerbrandy, 1942

Pieter Sjoerds Gerbrandy (eigentlich Gerbrandij; * 13. April 1885 in Goënga, Provinz Friesland; † 7. September 1961 in Den Haag) war ein niederländischer Jurist und Politiker der Anti-Revolutionaire Partij (ARP). Er war vom 3. September 1940 bis 24. Juni 1945 Ministerpräsident der niederländischen Exilregierung in London.

## Leben und Karriere
Gerbrandy entstammte einer streng calvinistischen Familie, seine Eltern gehörten zu den Mitbegründern der Nederduitse Gereformeerde Kerk (Dolerende), die sich 1886 unter Abraham Kuyper von der staatsnahen und theologisch liberaleren Niederländisch-reformierte Kirche abspaltete. Sein Vater war Viehzüchter, wethouder (Beigeordneter) der Gemeinde Wymbritseradiel und von 1892 bis 1904 Mitglied des Provinzparlaments von Friesland. Er selbst besuchte das erste christliche (protestantische) Gymnasium der Niederlande in Zetten und studierte von 1904 bis 1910 an der ebenfalls von Kuypers Neocalvinismus geprägten Vrije Universiteit Amsterdam Jura. Mit einer rechtsvergleichenden Arbeit über das Heimstättenrecht wurde er 1911 zum Doktor der Rechtswissenschaft promoviert. Im selben Jahr heiratete er Hendrina Elisabeth Sikkel, Tochter des Amsterdamer reformierten Predigers J.C. Sikkel. Das Paar bekam zwei Söhne und eine Tochter.
Nach seiner Promotion praktizierte Gerbrandy als Rechtsanwalt (advocaat und procureur) in Leiden. Seine Anwaltspraxis verlegte er 1914 nach Sneek in seiner Heimatregion Friesland. Im Ersten Weltkrieg diente er als Reserveoffizier. Für die calvinistische Anti-Revolutionaire Partij (ARP) gehörte er 1917 bis 1920 dem Gemeinderat von Sneek an. Von 1919 bis 1930 war er Mitglied des Provinzparlaments (Provinciale Staten) von Friesland, ab 1920 gehörte er auch der Provinzregierung (Gedeputeerde Staten) an, in der er für Finanzen zuständig war. Aus der Politik schied er zunächst aus, als er 1930 als Professor für Handelsrecht, Zivilprozessrecht und Konkursrecht an die Freie Universität Amsterdam berufen wurde. Seine Antrittsvorlesung hielt er über das Verhältnis von Handels- und Arbeitsrecht. Von 1936 bis 1940 war er Mitherausgeber der in Amsterdam erscheinenden juristischen Zeitschrift Geistiges Eigentum – Copyright – La Propriété Intellectuelle.
Im Kabinett De Geer II wurde Gerbrandy im August 1939 zum Justizminister der Niederlande ernannt. Nach dem deutschen Angriff auf die Niederlande kapitulierten diese am 14. Mai 1940. Die königliche Familie und die Regierung flohen nach London. Am 3. September 1940 übernahm Gerbrandy das Amt des Ministerpräsidenten der Exilregierung. Zuvor hatte Königin Wilhelmina den bisherigen Ministerpräsidenten Dirk Jan de Geer entlassen, weil dieser davon ausging, dass die Alliierten den Krieg nicht gewinnen könnten und sich die Niederländer daher mit den deutschen Besatzern arrangieren sollten. Gerbrandys Kabinett gehörten Minister der drei christlichen Parteien RKSP, ARP und CHU, der Sozialdemokratischen Arbeiterpartei (SDAP) und des linksliberalen VDB, ab einer Kabinettsumbildung im Juli 1941 auch der rechtsliberalen LSP an. Von November 1941 bis Mai 1942 übernahm Gerbrandy übergangsweise auch das Amt des Kolonialministers, ab Mai 1942 war er Minister für allgemeine Kriegsführung. Er erklärte am 8. Dezember 1941, am Tag nach dem japanischen Angriff auf Pearl Harbor, Japan den Krieg. Anschließend eroberten und besetzten die japanischen Streitkräfte die Kolonialgebiete von Niederländisch-Indien, die zuvor noch unter der Kontrolle der niederländischen Exilregierung gestanden hatten.
Am 4. September 1944 kündigte Gerbrandy über Radio Oranje den Niederländern die baldige Befreiung an. Ihm lag ein Bericht vor, nachdem sich die alliierten Streitkräfte der niederländischen Grenze näherten, er behauptete daraufhin jedoch, dass sie die Grenze bereits überschritten hätten. Tatsächlich verlegte sich der Schwerpunkt der militärischen Aktionen der Alliierten dann jedoch in Richtung Deutschland, die Niederlande wurden erst im April 1945 befreit. Infolgedessen kam es im Zusammenhang mit einem von Gerbrandy initiierten Eisenbahnerstreik und dem folgenden Embargo durch die deutsche Besatzung unter Reichskommissar Arthur Seyß-Inquart zum Zusammenbruch der Lebensmittelversorgung der Bevölkerung und einem Hungerwinter in den Niederlanden. Nach dem Rücktritt der sozialdemokratischen Minister im Januar 1945 bildete Gerbrandy sein Kabinett nochmals um. Nach der Rückkehr in die befreiten Niederlande bot er am 5. Mai 1945 mit seiner Regierung den Rücktritt an. Sieben Wochen später übergab er die Geschäfte an den neuen Ministerpräsidenten Wim Schermerhorn, der einem Kabinett aus Katholiken und Sozialdemokraten („römisch-rot“) vorstand.
Gerbrandys politische Karriere war damit noch nicht beendet: 1948 wurde er auf einem der vorderen Listenplätze der ARP in die Zweite Kammer des niederländischen Parlaments gewählt, der er während drei Legislaturperioden bis 1959 angehörte. In dieser Zeit brachte er sich insbesondere in der Frage der (ehemaligen) niederländischen Kolonien in Südostasien ein. Gerbrandy lehnte die Ende 1949 erfolgte Anerkennung der Unabhängigkeit Indonesiens ab. Dabei hatte er selbst bereits 1942 in einer für Königin Wilhelmina entworfenen Rede das Ende der niederländischen Kolonialherrschaft angekündigt. Er stellte sich jedoch eine schrittweise Übergabe der Souveränität durch Reformen vor und lehnte vor allem den ersten indonesischen Präsidenten Sukarno ab, den er als ehemaligen Kollaborateur der Japaner ansah. Stattdessen unterstützte er die 1950 von christlichen Bewohnern der Molukken ausgerufene Republik der Südmolukken, die von den indonesischen Streitkräften bekämpft wurde.

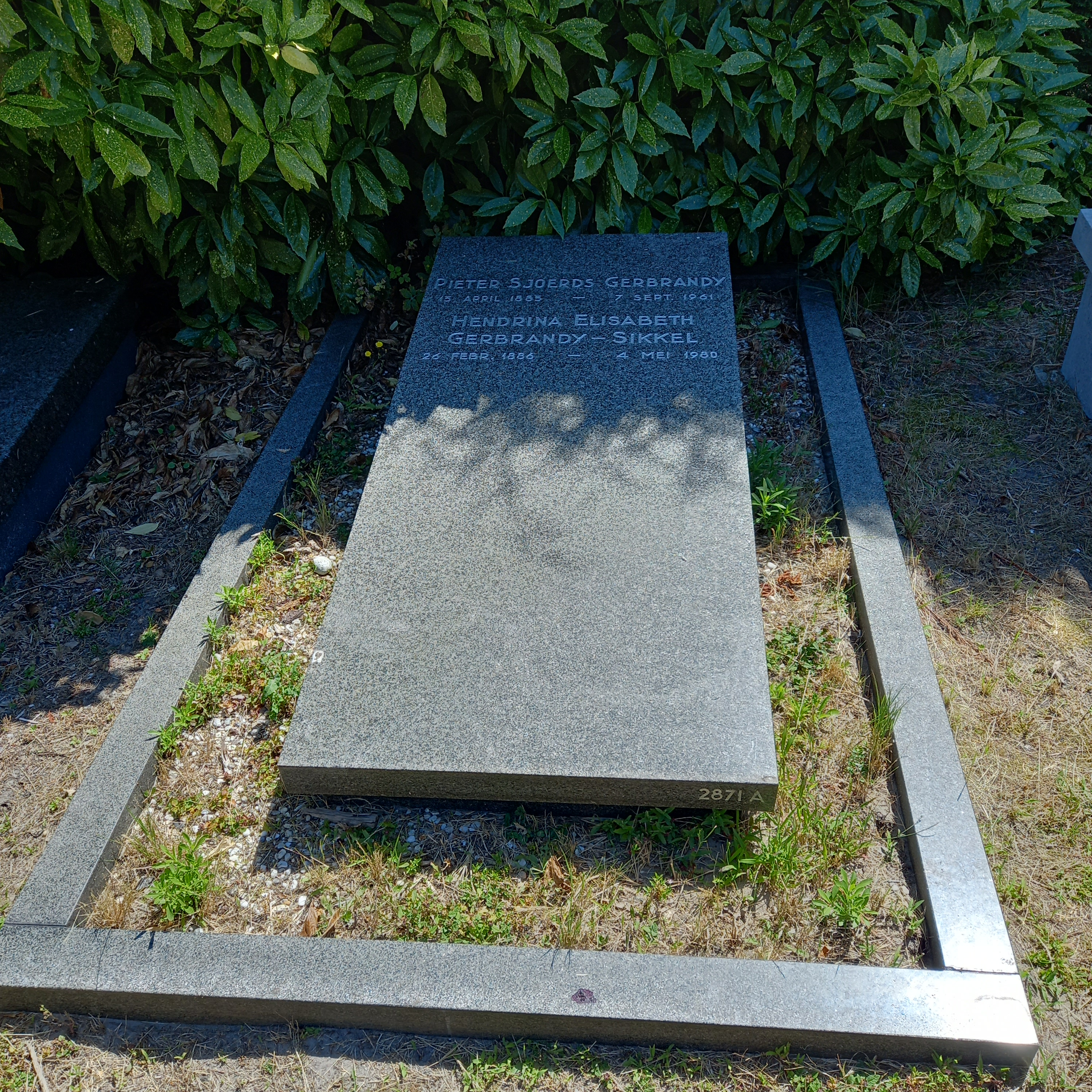
Das Grab von Pieter Sjoerds Gerbrandy und seiner Ehefrau Hendrina Elisabeth Sikkel auf dem Friedhof Oud Eik en Duinen in Den Haag

Daneben war Gerbrandy von 1949 bis 1950 Vorsitzender des Haushaltsausschusses für Justiz, von 1951 bis 1953 Vorsitzender des Fernsehrates und von 1953 bis 1956 zweiter stellvertretender Vorsitzender der Zweiten Kammer. Er gehörte zur Minderheit in der ARP-Fraktion, die 1952 den Beitritt seiner Partei zur sozialdemokratisch geführten Regierung Drees II ablehnte. Anlässlich seines 70. Geburtstags wurde Gerbrandy 1955 der Ehrenrang eines Staatsministers verliehen. Bei der Parlamentswahl 1956 setzte ihn die Parteiführung nur auf einen hinteren Listenplatz, dank einer großen Zahl an Vorzugsstimmen zog er aber noch einmal ins Parlament ein. Als einziger Abgeordneter seiner Fraktion stimmte er 1957 gegen die Ratifizierung des Vertrags zur Gründung der Europäischen Wirtschaftsgemeinschaft (EWG), durch den er einen „Anschluss der Niederlande an Frankreich–Deutschland“ befürchtete.
Sein Grab befindet sich auf dem Friedhof Oud Eik en Duinen in Den Haag.